# Милан Андоновић
Милан Андоновић (Пожаревац, 23. јул 1849 — Беч, 31. август 1926) је бивши геодета, грађевински инжењер и професор Универизтета у Београду (1879—1924).
Био је члан Српског ученог друштва и почасни члан Српске краљевске академије.

## Биографија
Рођен је у 11/23. јула 1849. године у Пожаревцу. Студирао је у Београду и Немачкој и специјализовао механику, геодезију и астрономију. Радио је претходно 1875-1878. године као професор у београдској реалки. Наставио је накнадно специјалистичке студије у Ахену, Карлсруу и Ахену. Предавао је од 1880. године геодезију и сродне науке на Техничком факултету Велике школе. Његова универзитетска каријера трајала је до 1905. године. Затим је као хонорарни наставник држао исту катедру до пензионисања 1925. године.
Основао је Геодетски институт (1888), Земљомерску школу (1890) и приватну Геодетску и грађевинску академију (1907).
Поставио је темељ српској научној терминологији из геодезије. Увео је експерименталну методу у геодетској настави и са својим студентима, у оквиру геодетске праксе, премерио многа места у Србији и Бугарској (Ваљево, Крушевац, Ужице, Варна, Шумен, Сливен и др.), а за неке од њих израдио је регулацијске и нивелаацијске планове. Поставио је солидне темеље геодезијској науци, настави и пракси у Србији. По свом раду био је познат и ван гарница наше земље.
Врло је активан у јавном и културном животу свога времена. Изабран је за почасног члана Српске краљевске академије. Радио је на зближавању српског народа са осталим словенклим и балканским народима. Освивач је Академског певачког друштва Обилић 1884. године.